# Francisco Baltasar da Silveira
Dom Francisco Balthazar da Silveira (Bahia, 20 de junho de 1807 — Rio de Janeiro, 27 de fevereiro de 1887) foi magistrado, político brasileiro, e Ministro do Supremo Tribunal da Justiça do Império do Brasil.

## Biografia
Filho de Luís Baltasar da Silveira e de Joana Maria de Araújo, era natural da então capitania da Bahia.
Iniciou seus estudos na Faculdade de Direito da Universidade de Coimbra, junto com seus irmãos Augusto e João, em 27 de outubro de 1826, mas estudou ali só até o segundo ano, quando a faculdade foi fechada pelos movimentos políticos de D. Miguel. De volta para o Brasil, com autorização do governo, estudou em Olinda os 2 anos seguintes e depois matriculou-se no quinto ano da Faculdade de Direito de São Paulo, pela qual se bacharelou, em 26 de outubro de 1832.
Devido às boas relações de sua família com o Paço Imperial, conseguiu ser nomeado juiz de direito, por decreto de 5 de março de 1834, da comarca de Assu, Rio Grande do Norte. Daí passou para a comarca de Guimarães do Maranhão (dec. de 23 de novembro de 1840) e depois para a segunda vara de São Luís, capital daquela província (dec. de 22 de junho de 1844). Aí permaneceu, no exercício desse cargo, por mais de nove anos, sendo nomeado, em 20 de setembro de 1853, desembargador da Relação do Maranhão
Nesse ínterim, elegeu-se deputado geral pela província do Maranhão para a nona legislatura, de 1853 a 1856. Fidalgo Cavaleiro da Casa Imperial, por Carta de Brasão de Armas, datada 5 de agosto de 1854. Registrada no Cartório da Nobreza, Livro VI, fl, 14: um escudo esquartelado; no primeiro e no quarto quartel as quinas das Armas de Portugal (da Família Sousa Prado); e no segundo e no terceiro quartel, as armas do Reino de Leão. Timbre: um leão das armas.  
Foi removido para a Relação de Pernambuco, por dec. de 6 de novembro de 1857, da qual foi presidente por nomeação de 1 de maio de 1863. Após pouco mais de um ano ocupando este cargo, dec. de 23 de maio de 1864 removeu-o para a Relação do Rio de Janeiro, onde serviu como procurador da Coroa, Soberania e Fazenda Nacional (dec. de 2 de maio de 1865), cargo de que foi dispensado ao ser nomeado presidente da mesma Relação em decreto de 28 de julho de 1875.
Agraciado com a comenda da Ordem de São Gregório Magno pelo Papa Pio IX, em outubro de 1870.
Em 22 de setembro de 1875, foi nomeado Ministro do Supremo Tribunal de Justiça, substituindo o finado Francisco de Paula Cerqueira Leite, tomando posse dois dias depois. Enquanto membro da corte suprema brasileira, tomou parte ativa no que ficou conhecido como a Questão Religiosa, que se gerou do conflito entre a Igreja Católica e a Maçonaria Brasileira, tendo denunciado o bispo de Olinda, o frei D. Vital Maria Gonçalves de Oliveira. 
Foi aposentado por decreto de 20 de novembro de 1886, contando mais de cinqüenta anos de serviço prestado à magistratura. Quis o governo imperial, por esta ocasião, dar-lhe um título nobiliárquico, mas Silveira recusou, só aceitando a Grã-Cruz da Imperial Ordem de Cristo, que foi concedida em decreto de 14 de dezembro de 1886. Foi agraciado com a comenda da mesma ordem, em decreto de 25 de março de 1849, e o título do Conselho, em decreto de 21 de junho de 1863. Sua vaga no Supremo Tribunal foi ocupada por João Antônio de Araújo Freitas Henriques.
Riachuelo n.º 42, Rio de Janeiro, e seu corpo foi sepultado no Cemitério da Ordem Terceira do Carmo, na mesma cidade. Foi casado com Joana de Sousa, irmã do Barão de Sousa, com quem teve pelo menos cinco filhos.

## Genealogia
|  |                                                            |  |  |  |  |  |  |  |  |  |  |  |  |  |  |  |
|  | D. Brás Baltazar Da Silveira (1674-1751)                   |  |  |  |  |  |  |  |  |  |  |  |  |  |  |  |
|  |                                                            |  |  |  |  |  |  |  |  |  |  |  |  |  |  |  |
|  |                                                            |  |  |  |  |  |  |  |  |  |  |  |  |  |  |  |
|  | D. Luis Thomé da Silveira                                  |  |  |  |  |  |  |  |  |  |  |  |  |  |  |  |
|  |                                                            |  |  |  |  |  |  |  |  |  |  |  |  |  |  |  |
|  |                                                            |  |  |  |  |  |  |  |  |  |  |  |  |  |  |  |
|  | Maria Antonia de Mello                                     |  |  |  |  |  |  |  |  |  |  |  |  |  |  |  |
|  |                                                            |  |  |  |  |  |  |  |  |  |  |  |  |  |  |  |
|  |                                                            |  |  |  |  |  |  |  |  |  |  |  |  |  |  |  |
|  | Carlos Balthazar da Silveira (1728-1807)                   |  |  |  |  |  |  |  |  |  |  |  |  |  |  |  |
|  |                                                            |  |  |  |  |  |  |  |  |  |  |  |  |  |  |  |
|  |                                                            |  |  |  |  |  |  |  |  |  |  |  |  |  |  |  |
|  | Francisca de Portugal e Menezes Corrêa Lacerda (1707-1776) |  |  |  |  |  |  |  |  |  |  |  |  |  |  |  |
|  |                                                            |  |  |  |  |  |  |  |  |  |  |  |  |  |  |  |
|  |                                                            |  |  |  |  |  |  |  |  |  |  |  |  |  |  |  |
|  | Cel. D. Luíz Balthazar da Silveira (1778-1860)             |  |  |  |  |  |  |  |  |  |  |  |  |  |  |  |
|  |                                                            |  |  |  |  |  |  |  |  |  |  |  |  |  |  |  |
|  |                                                            |  |  |  |  |  |  |  |  |  |  |  |  |  |  |  |
|  | Ana Michaela Joaquina Ribeiro Guimarães (1757-1823)        |  |  |  |  |  |  |  |  |  |  |  |  |  |  |  |
|  |                                                            |  |  |  |  |  |  |  |  |  |  |  |  |  |  |  |
|  |                                                            |  |  |  |  |  |  |  |  |  |  |  |  |  |  |  |
|  | D. Francisco Balthazar da Silveira (1807-1887)             |  |  |  |  |  |  |  |  |  |  |  |  |  |  |  |
|  |                                                            |  |  |  |  |  |  |  |  |  |  |  |  |  |  |  |
|  |                                                            |  |  |  |  |  |  |  |  |  |  |  |  |  |  |  |
|  | Joana Maria Vasconcellos de Araújo (1782-1844)             |  |  |  |  |  |  |  |  |  |  |  |  |  |  |  |
|  |                                                            |  |  |  |  |  |  |  |  |  |  |  |  |  |  |  |
|  |                                                            |  |  |  |  |  |  |  |  |  |  |  |  |  |  |  |